# 伊藤一長

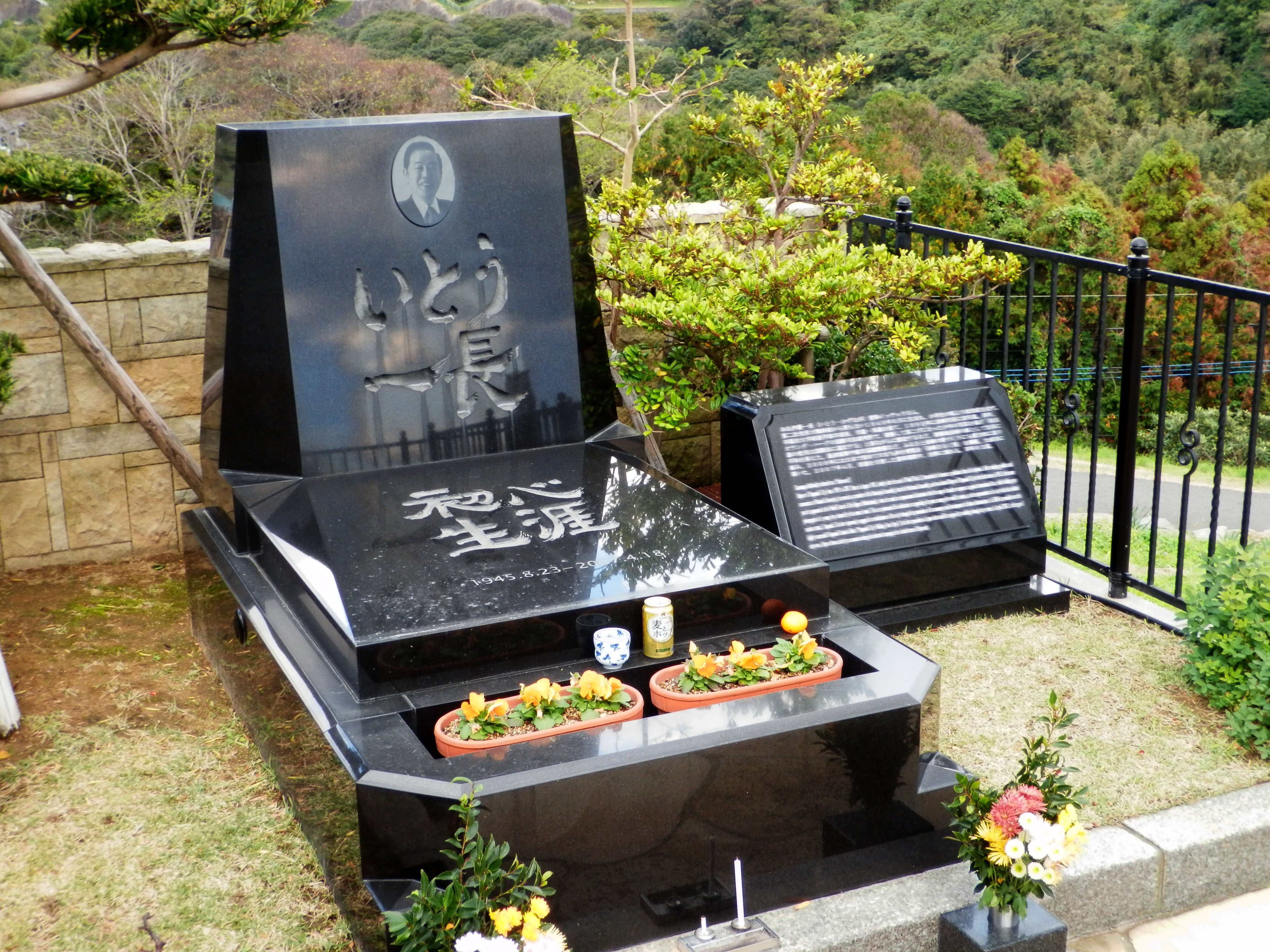
伊藤一長の墓所

伊藤 一長（いとう いっちょう、本名の読みは「かずなが」、1945年〈昭和20年〉8月23日 - 2007年〈平成19年〉4月18日）は、日本の政治家。元長崎市長。早稲田大学政治経済学部政治学科卒業。

## 経歴
長崎市への原子爆弾投下から2週間後、両親の出身地であり、疎開先の山口県大津郡通村（現在の山口県長門市通地区、青海島に所在）で生まれる。3年ほどして父の住む長崎市に移住したため、公式には長崎市出身としていた。長崎県立長崎西高等学校のころより長崎市長を目指し、大学卒業後は長崎市開発公社に就職。長崎市青年団体協議会会長を務めていた1973年には、約700人の青年が長崎から船で出航し、釜山・那覇市に寄航して交流を深めるという「ながさき若人の船」を実施した。長崎市議会議員（2期）、長崎県議会議員（自民党所属、3期）を経て、1995年の長崎市長選挙で自民党の推薦を受け、新人ながらも現職の本島等を破り、長崎市長に初当選。2003年の長崎市長選では各業界や自民党・公明党からの支援を受けつつも無所属で出馬し、自由党支持や共産党推薦の新人4人を大差で破り、3選を果たした。
2007年4月15日、任期満了に伴う市長選挙（統一地方選挙、4月15日告示。同月22日投開票）に自民党・公明党・民主党・連合（今回初めて推薦）や各種産業団体などの支援を受けて4選を目指し無所属での出馬を表明するものの、2日後の17日に暴力団幹部の男（2012年1月18日最高裁で無期懲役が確定）に銃撃され、翌18日午前2時28分、胸部大動脈損傷による出血性ショックで死亡した。墓地は長崎市外海町（旧西彼杵郡外海町）の海を望む場所に建てられている。長崎県警は伊藤を銃撃した犯人を逮捕し、犯人はその後の裁判にて無期懲役が確定したが、2020年1月に獄死した。

## 伊藤市政
市長選出馬前は「防衛、外交は国の専管事項」として平和問題、核問題には言及しない姿勢を示していたものの、市長就任後は一転して平和推進路線に転換。被爆地の市長として核兵器の撤廃運動を積極的に行なった。また、しばしば核兵器の使用、及び核保有国であるアメリカ合衆国への批判をした。1995年11月に核兵器の威嚇または使用の合法性国際司法裁判所勧告的意見の口頭陳述で核兵器の使用は明らかに国際法違反と、涙を浮かべながら訴えた。2002年の原爆の日には同時多発テロ以後の米国の核政策を批判した。2005年5月の核不拡散条約再検討会議では「核兵器と人類は共存できない」と主張。2006年にはアメリカと北朝鮮の核実験を批判し、2007年3月の米軍イージス艦の長崎港入港を「残念」とした。
一方、市民団体が被爆遺構として保存を求めていた旧新興善小学校校舎の問題では、被爆者が抗議の座り込みをする目前で取り壊しを強行し、平和公園の母子像設置問題では被爆者の一部が「被爆者の意向に反する」として訴訟に発展した。
観光行政でも知られる。2005年に長崎歴史文化博物館や長崎県美術館を開館させた。2006年に日本初のまち歩き博覧会「長崎さるく博'06」を開催し成功させ、観光客が低迷する長崎市の、観光都市への復興のきざしを示した。
伝統野菜の復活、クジラの給食導入など農水産物の地産地消も行なった。
1994年9月に長崎市環境基本条例を制定し、長崎市環境基本計画を策定した。
名前をもじって付けた選挙運動のキャッチフレーズ「いっちょ変えよう」から、市民に「いっちょうさん」の愛称で親しまれた。
2007年夏の参院選への出馬を自民党から打診されるなど、国政与党である自民党・公明党とのつながりが深いことで知られていた。

## 銃撃事件
4選を目指す市長選期間中の2007年4月17日19時52分頃、伊藤は遊説先から長崎市大黒町の選挙事務所に戻ったところを山口組系暴力団の男に背後から銃撃され、翌4月18日2時28分、搬送先の病院で死去した。伊藤を銃撃した男は、駆けつけた警察官に逮捕された。男の動機は裁判にて「融資や車の事故をめぐる市の対応に対する理不尽な怨恨」とされた。長崎地検は、男を殺人罪などで起訴し、2012年1月18日に無期懲役が確定したが、2020年1月22日に収監先の大阪医療刑務所にて72歳で死亡した。

## 追悼行事
シンガーソングライターのさだまさしは2007年8月9日に広島市民球場で行った平和コンサート『夏 広島から さだまさし』にて、「元気だったら今日も会場に来てくれていただろう」と、伊藤を偲んだ。伊藤は8月6日の広島原爆忌に長崎で2006年まで毎年実施されていたチャリティーコンサート『夏 長崎から さだまさし』に、決まって激励のため会場へ足を運んでいた。同日朝に広島で平和祈念式典に出席すると、直後に長崎へ取って返しては同会場に駆け付けるという熱の入れようであった。
また、8月15日には精霊流しで伊藤を偲ぶ精霊船が長崎市内を廻った。なお、この時「銃声を思い起こさせる」という遺族らの意向で精霊流しに付き物の爆竹は鳴らされていない。

## プライベート
趣味は読書、家庭菜園、スキューバダイビング。かなりのチェーンスモーカーであった。

## 職歴
- 1971年9月-1974年1月 財団法人長崎市開発公社
- 1975年5月-1983年3月 長崎市議会議員（1期・2期）
- 1983年4月-1995年4月 長崎県議会議員（1期・2期・3期）
- 1995年5月-1999年5月 長崎市長（1期）
- 1999年5月-2003年5月 長崎市長（2期）
- 2003年5月-2007年4月 長崎市長（3期）※任期満了直前に暴力団幹部の男によって射殺された。

## 役職
- 長崎市青年団体協議会会長（1973年8月30日-9月5日）
- 長崎県市長会会長（1996年（平成8年）4月23日-）
- 九州市長会会長（2004年（平成16年）5月20日-）
- 財団法人長崎県市町村振興協会理事長（1995年（平成7年）5月10日-）
- 日本非核宣言自治体協議会会長（1999年（平成11年）4月1日-）
- 厚生労働省関係審議会「若者の人間力を高めるための国民会議」委員（2005年（平成17年）5月26日-）
- 内閣府「食育推進会議」委員（2005年（平成17年）8月25日-）
- 全国市長会相談役（2004年（平成16年）6月9日-）
- 全国市長会地方分権推進戦略会議委員（2006年（平成18年）9月6日-）
- 国立大学法人長崎大学経営協議会委員（2006年（平成18年）4月1日-）
- 鯨類捕獲調査団長崎県寄港を歓迎する会会長（任期不明）[17]